# Prairie Creek Trail
Le Prairie Creek Trail est un sentier de randonnée américain situé dans le comté de Humboldt, en Californie. Protégé au sein du parc d'État de Prairie Creek Redwoods et du parc national de Redwood, il longe la Prairie Creek depuis l'office de tourisme dit Prairie Creek Visitor Center.